# Dominique David (femme politique)
Pour les articles homonymes, voir Dominique David (homonymie) et David.
Dominique David, née le 27 février 1963 à Montpellier, est une femme politique française. Membre de La République en marche, elle est élue députée de la première circonscription de la Gironde en 2017.

## Parcours professionnel
Dominique David est diplômée de l'École française des attachés de presse en 1984. Avant d'être députée, elle déclare avoir créé deux agences de conseil en communication publique, avoir repris en famille une unité de fabrication de pâtisserie pour la grande distribution, avoir été salariée chez les Papillons Blancs (association d'insertion par le travail d'adultes handicapés mentaux) et avoir dirigé une organisation professionnelle régionale dans l'industrie, l'Union des industries chimiques d'Aquitaine,.

## Parcours politique
Dominique David s’engage en politique en adhérant à En marche, peu de temps après la création de ce parti par Emmanuel Macron en 2016. Elle est présentée comme candidate par son mouvement dans la première circonscription de la Gironde en 2017. Elle fait partie de la large majorité de députés « Marcheurs » élue le 18 juin 2017, dans la foulée de la victoire d'Emmanuel Macron à l'élection présidentielle (en battant au second tour par 59,59 % des voix Nicolas Florian, candidat Les Républicains, adjoint au maire de Bordeaux Alain Juppé,,).
À l’Assemblée nationale, Dominique David est membre de la commission des Finances, au sein de laquelle elle est rapporteure spéciale d’une mission sur les engagements financiers de l’État (gestion de la dette). Elle est secrétaire de la commission d’enquête sur les décisions de l’État en matière de politique industrielle. Elle est également vice-présidente du groupe d'études « Internet et société numérique », et membre de plusieurs groupes de travail dont celui consacré aux « Quartiers Politique de la Ville ». Elle prend une part active au côté de Mounir Mahjoubi, secrétaire d’État chargé du Numérique, à l’élaboration d’une stratégie nationale pour un numérique inclusif, au sein de la Mission Numérique.
Depuis le début de son mandat, Dominique David se montre un soutien résolu de l'exécutif de LREM. Tous ses votes se font en soutien des positions du gouvernement, y compris lorsqu'une minorité de son groupe ne suit pas comme pour le Traité de libre-échange entre le Canada et l'Union européenne (CETA). Ce respect de la ligne présidentielle aboutit le 2 octobre 2019 à sa nomination comme porte-parole du groupe La République en marche à l'Assemblée nationale. Elle quitte sa fonction de porte-parole du groupe LaREM à l'Assemblée nationale en octobre 2020. 
Elle se présente aux élections départementales de juin 2021 dans le canton de Bordeaux-3 aux côtés de Xavier Loustaunau, ancien membre du cabinet d'Alain Juppé. Sa liste fait 23,84% des suffrages exprimés et arrive en troisième position. Le vendredi 25 juin 2021, 5 jours après le scrutin, elle annonce faire un recours devant le tribunal administratif, estimant que 150 bulletins en sa faveur n'ont pas été comptabilisés privant le binôme du second tour. 
Elle ne se représente pas aux législatives en 2022 ; Thomas Cazenave est investi par LREM dans la 1re circonscription de la Gironde. 